# Fioretta Mari
Fioretta Mari, pseudonimo di Fioretta Manetti (Firenze, 19 luglio 1942), è un'attrice, direttrice artistica e regista teatrale italiana.

## Biografia
Nasce da padre fiorentino e madre siciliana. La sua carriera di attrice inizia prestissimo, dimostrandosi subito una bambina prodigio, collaborando con grandi attori teatrali e cinematografici quali Turi Ferro, Oreste Lionello, Vittorio Gassmann, Jean Louis Barrault, Madeleine Renaud, Leo Gullotta, Massimo Troisi, Aldo Giuffré, Nino Manfredi, Ugo Tognazzi, Pino Caruso e Mario Scaccia. Nel 1984 è protagonista de l'Acquario, radiodramma scritto e diretto da Aldo Sarullo, vincitore del Premio Rai per radiodrammi.

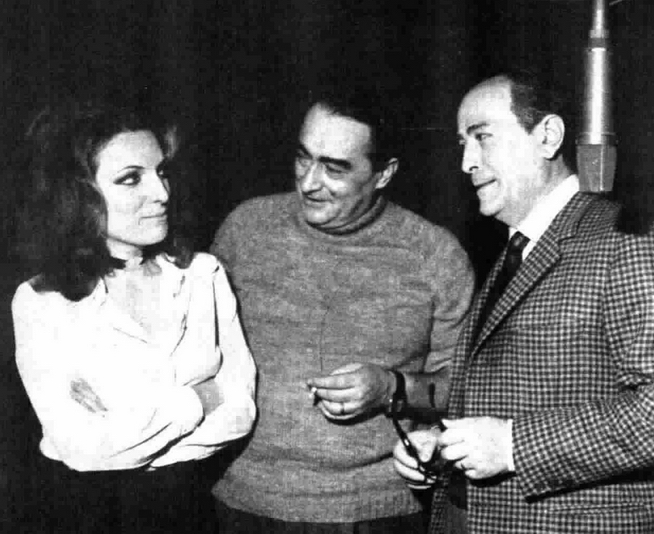
Fioretta Mari con Carlo Ludovici e Lucio Rama nel 1973

Oltre che per i suoi spettacoli teatrali (più di 150, nelle più importanti città del mondo, da New York a Londra, da Parigi a Mosca, passando per Berlino, Rio de Janeiro, Budapest e Montevideo), ha acquisito notorietà — soprattutto fra i giovani — grazie al programma TV Amici di Maria De Filippi, in onda su Canale 5, in cui ha svolto il ruolo di insegnante di dizione e recitazione dalla 1ª all'8ª edizione.
Il 21 maggio 2004 è stata insignita del premio Internazionale Bonifacio VIII (II edizione), dall'Accademia Bonifaciana di Anagni e il 24 luglio 2010 è stata premiata ad Alghero con il Grand Prix Corallo Città di Alghero per la sua attività di attrice. Nel settembre 2010 diventa direttrice artistica della ArtAcademy Carrara (Accademia Nazionale dei Mestieri dello Spettacolo), una nuova talent academy che si prefigge l'obiettivo di formare nuovi talenti; nello specifico Fioretta Mari si occupa di insegnare dizione e recitazione.
Dal 2009 insegna presso lo Strasberg Institute di New York city, dove ha portato il metodo d'insegnamento della Commedia dell'arte.
Dal 2015 è la direttrice artistica del festival per attori ACT Italy che, dopo varie tappe in tutta Italia, si è concluso con la tre giorni al Teatro Parioli di Roma.
Nel 2024 partecipa al primo docufilm internazionale "Alberto Sordi secret" sulla vita privata del grande attore, scritto e diretto da suo cugino Igor Righetti, interpretando il ruolo della nonna Adelaide di Valmontone. Il docufilm è stato presentato anche alla Festa del Cinema di Roma.

## Vita privata
Fioretta Mari è stata legata al cantante Armando De Razza, dal quale ha avuto una figlia, Ida Elena De Razza, cantautrice e musicista.
È nipote dell'attore siciliano Turi Ferro.
Si professa cattolica.

## Filmografia

### Cinema
- Il lumacone, regia di Paolo Cavara (1974)
- Prima notte di nozze, regia di Corrado Prisco, episodio Fiuggi (1976)
- Bello di mamma, regia di Rino Di Silvestro (1980)
- Il fratello minore, regia di Stefano Gigli (2000)
- Stregati dalla luna, regia di Pino Ammendola e Nicola Pistoia (2001)
- Sexum superando - Isabella Morra, regia di Marta Bifano (2005)
- Alice, regia di Oreste Crisostomi (2010)
- Sharm el Sheikh - Un'estate indimenticabile, regia di Ugo Fabrizio Giordani (2010)
- A sud di New York, regia di Elena Bonelli (2010)
- Noi e gli altri, regia di Max Nardari – cortometraggio (2012)
- Ballando il silenzio, regia di Salvatore Arimatea (2015)
- Al posto tuo, regia di Max Croci (2016)
- Edhel, regia di Marco Renda (2017)
- Un amore così grande, regia di Cristian De Mattheis (2018)
- Diversamente, regia di Max Nardari (2021)
- Natale a tutti i costi, regia di Giovanni Bognetti (2022)
- Ricchi a tutti i costi, regia di Giovanni Bognetti (2024)
- Alberto Sordi secret, regia di Igor Righetti (2024)

### Televisione
- Il marchese di Ruvolito – film TV (1961)
- I proverbi per tutti – film TV (1964)
- Il novelliere: Ritratto di Giovanni Verga – film TV (1967)
- Aria del continente – film TV (1970)
- La famiglia Ceravolo – film TV (1985)
- Le ragioni del cuore, regia di Luca Manfredi, Anna Di Francisca, Alberto Simone – miniserie TV, 6 episodi (2002)
- Amici di Maria De Filippi - (stagioni 2002-2009)
- Camera Café – sitcom, 1 episodio (2003)
- Ricomincio da me, regia di Rossella Izzo – miniserie TV (2005)
- Fratelli detective – serie TV, 1 episodio (2011)
- S.P.S. Sorelle per Scelta – serie TV (2020)

## Teatro

### Attrice
- Liolà di Luigi Pirandello, regia di Accursio Di Leo, Ente Teatro di Sicilia (1959)
- L'aria del continente di Nino Martoglio, regia di Giovanni Calendoli, Ente Teatro di Sicilia (1960)
- Il giorno della civetta, adattamento di Leonardo Sciascia e Giancarlo Sbragia, regia di Mario Landi, Teatro Stabile di Catania (1963)
- Un certo giorno di un certo anno in Aulide di Vico Faggi, regia di Giuseppe Di Martino, Teatro Stabile di Catania (1966)
- Molto rumore per nulla di William Shakespeare, regia di Alessandro Brissoni, Teatro Stabile di Catania (1966)
- Yerma di Federico García Lorca, regia di Mario Ferrero, Teatro Stabile di Catania (1967)
- Week-end di Gerardo Farkas, regia di Romano Bernardi, Teatro Stabile di Catania (1967)
- Liolà di Luigi Pirandello, regia di Turi Ferro, Teatro Stabile di Catania (1968)
- Turchetta ovvero la commedia degli scambi di Giovanni Guaita, regia di Giacomo Colli, Teatro Stabile di Catania (1968)
- I Viceré, adattamento di Diego Fabbri, regia di Franco Enriquez, Teatro Stabile di Catania (1969)
- I mafiosi di Leonardo Sciascia, regia di Fulvio Tolusso, Teatro Stabile di Catania (1969)
- La violenza di Giuseppe Fava, regia di Giacomo Colli, Teatro Stabile di Catania (1970)
- L'aria del continente di Nino Martoglio, regia di Turi Ferro, Teatro Stabile di Catania (1970)
- L'avventura di Ernesto di Ercole Patti, regia di Aldo Trionfo, Teatro Stabile di Catania (1971)
- Il berretto a sonagli di Luigi Pirandello, regia di Romano Bernardi, Teatro Stabile di Catania (1971)
- Marionette, che passione! di Rosso di San Secondo, regia di Romano Bernardi, Teatro Stabile di Catania (1973)
- Mastro don Gesualdo, adattamento di Diego Fabbri, regia di Romano Bernardi, Teatro Stabile di Catania (1974)
- Il giorno della civetta di Leonardo Sciascia e Giancarlo Sbragia, regia di Mario Landi, Teatro Stabile di Catania (1975)
- Il consiglio d'Egitto di Leonardo Sciascia e Ghigo De Chiara, regia di Lamberto Puggelli, Teatro Stabile di Catania (1976)
- Pasquino, lingua tajente onor de popolino di Franco Mercuri e I Topi di Ponte, regia di Franco Mercuri, Puff di Roma (1976)
- L'anatra all'arancia di William Douglas-Home e Marc-Gilbert Sauvajon, regia di Alberto Lionello (1978)
- Le esperienze di Giovanni Arce, filosofo di Rosso di San Secondo, regia di Lamberto Pugelli (1980)
- L'avaro di Molière, regia di Mario Scaccia (1981)
- I Malavoglia, adattamento di Ghigo De Chiara, regia di Lamberto Puggelli, Teatro Stabile di Catania (1982)
- I Cuèfuri. L’Orestea di Gibellina di Emilio Isgrò da Eschilo, regia di Filippo Crivelli (1984)
- Il bell'Apollo di Marco Praga, regia di Lamberto Pugelli (1984)
- Storie di periferia di Tony Cucchiara, regia di Roberto Laganà (1984)
- Tovaritch di Jacques Deval, regia di Marco Parodi, Teatro Manzoni di Milano (1986)
- La Tancia di Michelangelo Buonarroti il Giovane, regia di Antonio Venturi, Todi Festival (1989)
- Gli ultimi cinque minuti di Aldo De Benedetti, regia di Edmo Fenoglio, Teatro Ghione di Roma (1989)
- Il malato immaginario di Molière, regia di Turi e Guglielmo Ferro (1990)
- F. F. Femmine Fortissime, testo e regia di Fioretta Mari (1991)
- Parole d'amore... parole, testo e regia di Nino Manfredi (1992)
- Due per uno tre, testo e regia di Gabriella Saitta (1996)
- 'A figghia di Joriu di Gabriele D'Annunzio, versione in siciliano di Giuseppe Antonio Borgese, regia di Melo Freni, Taormina Arte (1997)
- La città del mondo di Elio Vittorini, regia di Antonio Pugliese (1999)
- Pupa, da Giuseppe Fava, regia di Lorenzo Salveti (2004)
- E venne la notte, testo e regia di Fioretta Mari, Estate romana (2004)
- Menopause - The Musical di Jeanie Linders, regia di Manuela Metri (2006)
- Gloriosa di Peter Quilter, regia di Enrico Maria Lamanna (2008)
- Voce dal sen fuggita, regia di Fioretta Mari, Maratea (2009)
- La scapricciata, da Nino Martoglio, regia di Manuela Metri (2011)
- Dolcemente complicate, regia di Giovanni De Feudis (2013)
- Vacanze romane di Paul Blake, adattamento di Iaia Fiastri, regia di Luigi Russo (2015)
- Ingresso indipendente di Maurizio de Giovanni, regia di Vincenzo Incenzo, Fondazione Campania dei Festival (2016)
- Due donne in fuga di Pierre Palmade e Cristophe Duthuron, regia di Nicasio Anzelmo (2017)
- A che servono gli uomini di Iaia Fiastri, regia di Lina Wertmüller (2019)
- La grande occasione - Chissà se va...! di Claudio Pallottini, regia di Marco Simeoli (2022)

### Regista
- Fateci un applauso (2001)
- Applausi e amore (2003)
- Dottor Carlo e il fazzoletto
- ...e venne la notte (2004)
- Il cozzo e la morte (Alle cinque della sera), di Federico Garcia Lorca

## Discografia

### 33 giri
- 1979 – Io sono fatta così (Cinevox, CAB 2007)